# Tyler Nicholson
Tyler Nicholson (ur. 3 sierpnia 1995 w North Bay) – kanadyjski snowboardzista, specjalizujący się w konkurencjach Big Air i slopestyle. Pierwszy sukces w karierze osiągnął w 2013 roku, kiedy na mistrzostwach świata juniorów w Erzurum wywalczył mistrzostwo świata w slopestyle'u. Jak dotąd nie startował na igrzyskach olimpijskich ani na Mistrzostwach świata. Najlepsze wyniki w Pucharze Świata osiągnął w sezonie 2015/2016, kiedy to zajął dziewiąte miejsce w klasyfikacji generalnej (AFU), a w klasyfikacji big air był drugi. Ponadto w sezonie 2014/2015 zajął trzecie miejsce w klasyfikacji big air (ex aequo z Jonasem Boesigerem).

## Osiągnięcia

### Igrzyska olimpijskie
| Miejsce | Dzień     | Rok  | Miejscowość | Konkurencja | Zwycięzca      |
| ------- | --------- | ---- | ----------- | ----------- | -------------- |
| 7.      | 11 lutego | 2018 | Pjongczang  | Slopestyle  | Redmond Gerard |

### Mistrzostwa świata
| Miejsce | Dzień    | Rok  | Miejscowość | Konkurencja | Zwycięzca     |
| ------- | -------- | ---- | ----------- | ----------- | ------------- |
| DNS     | 9 lutego | 2019 | Park City   | Slopestyle  | Chris Corning |

### Mistrzostwa świata juniorów
| Miejsce | Dzień    | Rok  | Miejscowość | Konkurencja | Zwycięzca |
| ------- | -------- | ---- | ----------- | ----------- | --------- |
| 1.      | 10 marca | 2013 | Erzurum     | Slopestyle  | -         |

### Puchar Świata(AFU)

#### Miejsca w klasyfikacji generalnej
- sezon 2012/2013: 101.
- sezon 2013/2014: 110.
- sezon 2014/2015: 13.
- sezon 2015/2016: 9.
- sezon 2016/2017: 16.

#### Miejsca na podium w zawodach
1. Stoneham – 20 lutego 2015 (Big Air) – 2. miejsce
2. Quebec – 13 lutego 2016 (Big Air) – 2. miejsce
3. Laax – 20 stycznia 2017 (Slopestyle) – 3. miejsce